# Iceberg B17B
B17B é um iceberg que se desprendeu da Antártida, com aproximadamente 19 quilômetros de extensão.